# Urbana (Ohio)
Urbana is een plaats (city) in de Amerikaanse staat Ohio, en valt bestuurlijk gezien onder Champaign County.

## Demografie
Bij de volkstelling in 2000 werd het aantal inwoners vastgesteld op 11.613.
In 2006 is het aantal inwoners door het United States Census Bureau geschat op 11.586, een daling van 27 (-0,2%).

## Geografie
Volgens het United States Census Bureau beslaat de plaats een oppervlakte van
17,7 km², geheel bestaande uit land. Urbana ligt op ongeveer 224 m boven zeeniveau.

## Plaatsen in de nabije omgeving
De onderstaande figuur toont nabijgelegen plaatsen in een straal van 20 km rond Urbana.

## Geboren
- Jack Murdock (1922-2001), acteur
- Clancy Brown (1959), acteur